# Walter Lippmann (Jurist)
Walter Lippmann (* 13. Oktober 1895 in Leipzig; † 5. April 1986 in Hamburg) war ein deutscher Rechtsanwalt und Esperantist.

## Leben
Nach dem Ersten Weltkrieg (Eisernes Kreuz II) promovierte Lippmann in Rechtswissenschaften an der Universität Leipzig; 1924 beendete er die Referendarausbildung und eröffnete eine Rechtsanwaltskanzlei in Leipzig. Als Veteran des Ersten Weltkrieges fiel Lippmann unter die Ausnahmeregeln des nationalsozialistischen Rechtsanwaltszulassungsgesetzes, sodass er nach 1933 seine Rechtsanwaltszulassung trotz jüdischer Herkunft vorerst behielt. Nachdem 1938 allen jüdischen Anwälten die Zulassungen entzogen worden waren, gestatteten die Behörden Walter Lippmann, als sogenannter „Konsulent“ ausschließlich Juden zu vertreten. Er wurde viermal festgenommen und saß einen Monat lang im Konzentrationslager Buchenwald. Im Juli 1941 gelang es ihm, in die USA zu emigrieren. Er wohnte in den USA in Philadelphia und New York. 1955 kehrte er nach Deutschland zurück und eröffnete eine Kanzlei in Hamburg, deren Schwerpunkt die Vertretung ehemaliger NS-Verfolgter in deren Wiedergutmachungsfällen war. 1957 arbeitete bei ihm einige Monate lang der junge Claus von Amsberg, der spätere Prinzgemahl der niederländischen Königin Beatrix. Für seinen jahrzehntelangen Einsatz für die „Aussöhnung zwischen Juden und Deutschen“ wurde Dr. Walter Lippmann Ende 1985 das Verdienstkreuz am Bande verliehen. Bis zu seinem Tode mit neunzig Jahren war er als Rechtsanwalt tätig.
Walter Lippmann war in den zwanziger Jahren aktives Mitglied der Jüdischen Gemeinde Leipzig. Seit 1908 sprach Walter Lippmann Esperanto und beteiligte sich bereits in den zwanziger Jahren an dessen Verbreitung im Sinne weltweiter friedlicher Verständigung. Er wurde Direktor der Grammatischen Sektion der Esperanto-Akademie, hielt Kurse ab und übersetzte. 1965 wurde er mit der Ehrennadel des Deutschen Esperanto-Bundes ausgezeichnet.

## Veröffentlichungen (Auswahl)
- Dr. Zamenhofs sprachliche Gutachten. Leipzig 1921 (Neuauflage 1984)
- La refleksiva pronomo en Esperanto. Horrem bei Köln 1927.